# Атаманская (Ростовская область)
Атаманская — исчезнувшая станица на границе Дубовского и Заветинского районов Ростовской области. Станица располагалась на правом берегу реки Сал, между хуторами Новоиловлиновский и Лопатин.

## История
Дата основания не установлена. Основана как хутор Белоусов. Согласно Списку населённых мест Области Войска Донского в 1873 году хутор Белоусов относился к юрту станицы Верхне-Курмоярской, входившей во Второй Донской округ Области Войска Донского. В хуторе имелось 124 двора, проживало 481 душа мужского и 572 женского пола.
В 1880 году преобразован в станицу Атаманскую. В 1884 году включена в состав Сальского округа. Станица считалась среди казаков одной из самых зажиточных. Дворы выделялись своей ухоженностью. Почти в каждом имелось по нескольку десятков овец, коров, бычков, волов и пара-другая верблюдов. В 1897 году население станицы составило 1793 человек. К 1915 году население станицы составило более 2000 человек.
В годы Гражданской войны Атаманская была базой для белых сил. Весной 1918 года отсюда организовали налёт на обоз продразвёрстки. Здесь во время движения Степного похода концентрировался отряд полковника К.В. Сахарова. В 1919 году наступление на железнодорожную ветку, на Котельниково, велось калмыцкими соединениями со стороны Атаманской.  В январе 1920 года в станицу окончательно пришли красные. Многие
казаки эмигрировали.
Согласно Всесоюзной переписи населения 1926 года в станице имелось 348 домохозяйств, население составляло 1448 человек, из них 1290 великороссы.
После Гражданской войны Атаманская станица входила в Сальский округ. Постановлением областной административной комиссии в 1922 году утвердили Атаманскую волость, которую в 1924-м упразднили, территория вошла в состав Дубовского района, затем непродолжительное время - Калмыцкой автономной области.
Во время коллективизации семьдесят зажиточных казаков, не пожелавших добровольно отдать своё добро в общий котел, раскулачили и выселили. 
Точных данных, сколько всего было человек выслано из станицы Атаманской, а сколько уехало самостоятельно, нет. В 1930-е здание атаманской больницы перевезли в военный конный завод №2, на центральную усадьбу в хутор Сиротский. Жители станицы постепенно переехали в те места, где была работа и объекты социальной структуры. Добротные строения вывезли по соседним хуторам. C 1931 по 1933-й годы станица была центром совхоза "Худжуртинский". Однако вскоре контора совхоза была перенесена в хутор Сиротский. До 1934 года был Атамановский сельсовет, с сентября 1937 года из списков сельсоветов исключён. В 1939 году хутор Атаманский входил в состав Кировского (ныне Комиссаровского) сельсовета. В августе 1963 года станица Атаманская была причислена к хутору Лопатин и снята с учётных данных.

## Население
Динамика численности населения
| 1859 | 1873 | 1897 | 1915 | 1926 |
| ---- | ---- | ---- | ---- | ---- |
| 407  | 1053 | 1753 | 2065 | 1448 |